# Деклан де Барра
Деклан де Барра (англ. Declan de Barra, нар. 6 травня 1971 у Вотерфорді) — ірландський музикант, аніматор та сценарист. Відомий своїми роботами на американському телебаченні та як засновник гуртів Non-Intentional Lifeform і Clann Zú. Його анімаційні роботи були представлені на різних міжнародних кінофестивалях.

## Музика
Народився у Вотерфорді, Ірландія. У 18 роців переїхав до Австралії, де почав грати у різних гуртах під час навчання у Перті, Західна Австралія. Гастролював по країні зі своїм гуртом Non-Intentional Lifeform на лейблі Roadrunner Records. 1999 року сформував гурт Clann Zú за участі різних музикантів з мельбурнської класичної, панкової та електронної сцени. Clann Zú видав два альбоми Rua та Black Coats and Bandages на канадському політичному лейблі G7 Welcoming Committee. Де Барра повернувся до Ірландії у 2002, до 2004 продовжуючи виступи з Clann Zú. 2005 року видав дебютний сольний альбом Song of a Thousand Birds, наступними були альбомм A Fire to Scare the Sun 2008 року та Fragments Footprints & the Forgotten 2011 року, всі видані на шведському лейблі Black Star Foundation. Де Барра сам створює обкладинки до своєї музики.

## Сценарист
Де Барра працював над анімаційними серіалами Canimals від Aardman та Funky Fables і Roy від CBBC. Брав участь у роботі над серіалами Первородні, Щоденники вампіра, Залізний кулак. Написав сценарій до однієї з серій Відьмака та записав вокал до чотирьох треків саундтрека. Також він є шоуранером мінісеріалу Відьмак: Кровне походження.

## Дискографія
Сольна
- Song of a Thousand Birds (2005)
- A Fire to Scare the Sun (2008)
- Fragments Footprints & the Forgotten (2011)

з Clann Zú
- Rua (2002, Zahrada)
- Black Coats & Bandages (2004, G7 Welcoming Committee Records)

з Non-Intentional Lifeform
- Close Your Eyes and See What God Will Take From You (1995)
- Air Left Vacant EP (1996)
- Uisce (1997)
- Pathogen EP (1998)